# Целинное (Аркалыкская городская администрация)
Целинное (каз. Целинное) — село в Костанайской области Казахстана. Находится в подчинении городской администрации Аркалыка. Административный центр Целинной сельской администрации. Код КАТО — 391667100.

## Население
В 1999 году население села составляло 636 человек (324 мужчины и 312 женщин). По данным переписи 2009 года, в селе проживало 315 человек (171 мужчина и 144 женщины).